# صموئيل راميريز مورينو
صموئيل راميريز مورينو (بالإسبانية: Samuel Ramírez Moreno)‏ هو طبيب نفسي مكسيكي، ولد في 22 فبراير 1898 في مدينة مكسيكو في المكسيك، وتوفي في 1951.